# 格雷戈里 (密歇根州)
格雷戈里（英語：Gregory）是位於美國密歇根州利文斯頓縣尤納迪拉鎮區的一個非建制地區。

## 地理
格雷戈里所處的海拔為高於海平面285米（即935英呎），而該地所採用的時區為UTC-5，即北美东部時區（EST）。同時該地設有夏令時間，為UTC-5調快一小時，即UTC-4（EDT）。